# Delavirdina
La delavirdina es un inhibidor de la transcriptasa inversa no nucleósido (NNRTI) comercializado por ViiV Healthcare. Se utiliza como parte de la terapia antirretroviral altamente activa (HAART) para el tratamiento del virus de la inmunodeficiencia humana (VIH) tipo 1. Se presenta como el mesilato. La dosis recomendada es de 400 mg, tres veces al día.

## Interacciones
Al igual que ritonavir, es un inhibidor del citocromo P450 isoozima CYP3A4, e interactúa con muchos medicamentos. No debe administrarse con una amplia gama de medicamentos, incluyendo amprenavir, fosamprenavir, simvastatina, lovastatina, rifampicina, rifabutina, rifapentina, hierba de San Juan, astemizol, midazolam, triazolam, medicamentos de ergot, y varios medicamentos para el reflujo de ácido.

## Efectos adversos
El evento adverso más frecuente es de moderada a grave erupción cutánea, que ocurre en hasta el 20% de los pacientes. Otros eventos adversos comunes incluyen fatiga, dolor de cabeza y náuseas. También se ha divulgado la toxicidad hepática.